# Nitrato de calcio
Los nitratos de calcio son compuestos inorgánicos con la fórmula Ca(NO3)2(H2O)x. El compuesto anhidro, que rara vez se encuentra, absorbe la humedad del aire para formar el tetrahidrato. Tanto la forma anhidra como la hidratada son sales incoloras. 
El nitrato de calcio hidratado, también llamado salitre noruego o Norgessalpeter, se utiliza principalmente como componente de fertilizantes, aunque también tiene otras aplicaciones. La nitrocalcita es un mineral que se forma como eflorescencia cuando el estiércol entra en contacto con hormigón o piedra caliza en un entorno seco, como en establos o cavernas. Se conocen diversas sales relacionadas, como el nitrato amónico cálcico decahidratado y el nitrato potásico cálcico decahidratado.
CaCO
3 + 2 HNO
3  →  Ca(NO
3)
2 + CO
2 + H
2O
También puede ser preparado a partir de una solución acuosa de nitrato de amonio e hidróxido de calcio:
Ca
5(PO
4)
3OH + 10 HNO
3  →  3 H
3PO
4 + 5 Ca(NO
3)
2 + H
2O
Como el metal alcalino-térreos relacionados nitratos (así como LiNO3), el nitrato de calcio se descompone al calentarse y libera dióxido de nitrógeno: 
2 NH
4NO
3 + Ca(OH)
2  →  Ca(NO
3)
2 + 2 NH
4OH
Al igual que los nitratos de metales alcalinotérreos afines, el nitrato de calcio se descompone al calentarse (a partir de 500 °C) para liberar dióxido de nitrógeno.
2 Ca(NO
3)
2  →  2 CaO + 4 NO
2 + O
2   ΔH = 369 kJ/mol

#### Uso en fertilizantes

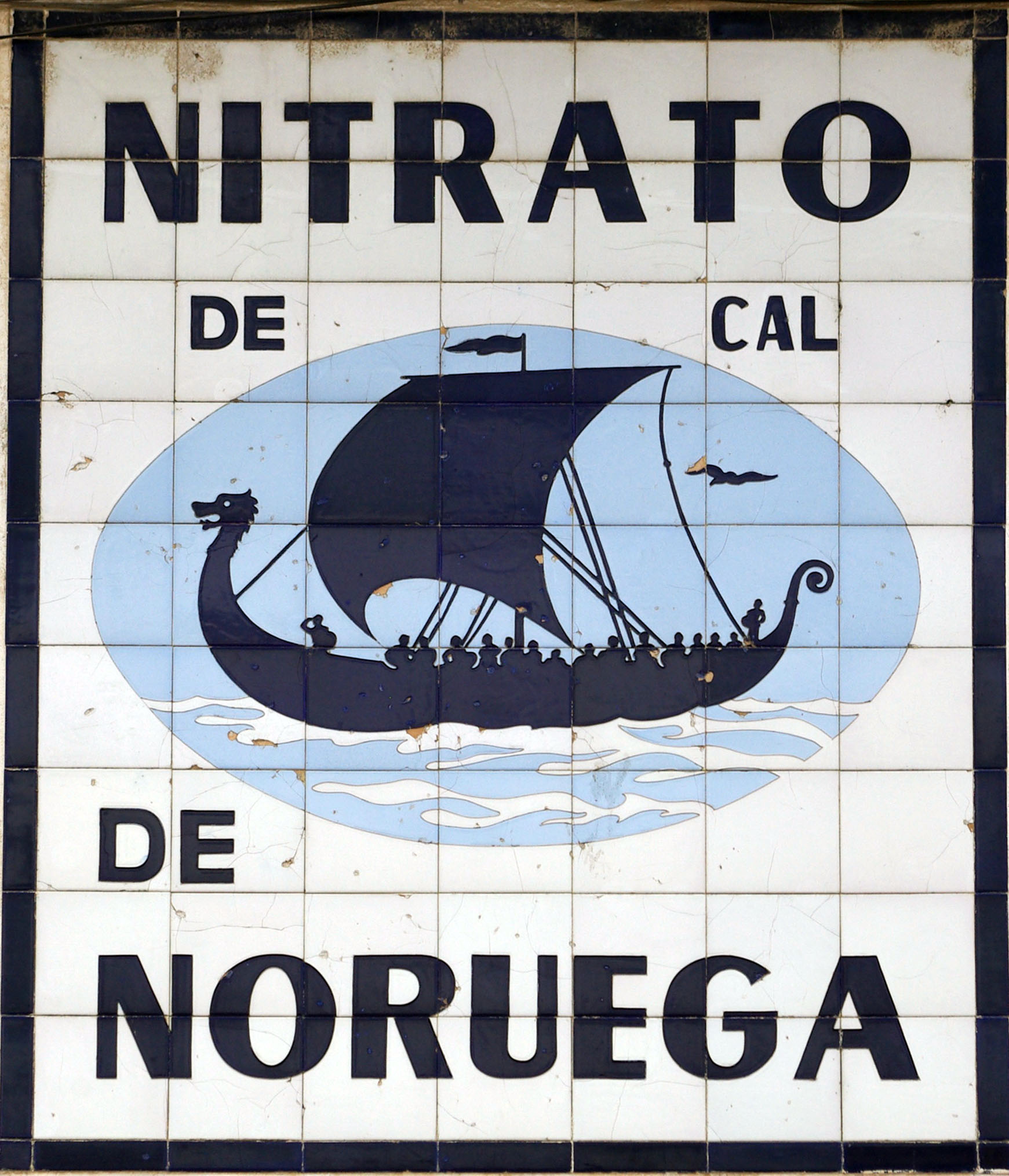

El abono (15,5-0-0 + 19 % de calcio) es muy popular en los invernaderos y los cultivos hidropónicos. Contiene nitrato de amonio y agua en forma de «sal doble» 5Ca(NO₃)₂·NH₄NO₃·10H₂O. Se denomina nitrato amónico cálcico y a menudo se utiliza el nombre de nitrato cálcico prilado, ya que siempre se presenta en forma de gránulos. 
También se conocen formulaciones que carecen de amoníaco: Ca(NO₃)₂·4H₂O (11,9-0-0 + 16,9 Ca) y la libre de agua (17-0-0 + 23,6 Ca). También se ofrece una formulación líquida (9-0-0 + 11 Ca). Un derivado anhidro y estable en el aire es el complejo de urea Ca(NO₃)₂·4[OC(NH₂)₂], que se vende como Cal-Urea.
El nitrato cálcico también se utiliza para controlar determinadas enfermedades de las plantas. Por ejemplo, las pulverizaciones de nitrato cálcico diluido (y cloruro cálcico) se utilizan para controlar para controlar la mancha amarga y la mancha de corcho en los manzanos.

#### Tratamiento de aguas residuales
El nitrato cálcico se utiliza en el preacondicionamiento de aguas residuales para evitar la emisión de olores. Este proceso consiste en crear un entorno sin oxígeno en el sistema de aguas residuales. En presencia de nitrato, el metabolismo de los sulfatos se detiene, lo que evita la formación de sulfuro de hidrógeno. Además, se consume materia orgánica fácilmente degradable que, de otro modo, podría causar condiciones anaeróbicas aguas abajo y emisiones de olores. Este concepto también se puede aplicar al tratamiento de lodos sobrantes.

#### Hormigón
El nitrato de calcio se utiliza como acelerante del fraguado del hormigón en aditivos. Este uso en hormigón y mortero se basa en dos efectos. El ion calcio acelera la formación de hidróxido de calcio, lo que provoca la precipitación y el fraguado. Este efecto también se utiliza en agentes hormigonantes para climas fríos, así como en algunos plastificantes combinados. El ion nitrato provoca la formación de hidróxido de hierro, cuya capa protectora reduce la corrosión de la armadura del hormigón. 

#### Coagulante de látex
El nitrato cálcico es un coagulante muy común en la producción de látex, especialmente en los procesos de inmersión. El nitrato cálcico disuelto forma parte de la solución del baño de inmersión. El molde caliente se sumerge en el líquido de coagulación y queda una fina película del mismo sobre el molde. Al sumergir el molde en el látex, el nitrato de calcio romperá la estabilización de la solución y el látex se coagulará en el molde.

#### Compresas frías
La disolución del nitrato cálcico tetrahidratado es altamente endotérmica, es decir, produce enfriamiento. Por esta razón, el nitrato cálcico tetrahidratado se utiliza a veces en bolsas frías regenerables.

#### Sales fundidas para la transferencia y almacenamiento de calor
El nitrato de calcio puede utilizarse como parte de mezclas de sales fundidas. Las mezclas binarias más habituales son las de nitrato de calcio y nitrato de potasio, aunque también se emplean mezclas ternarias que incluyen nitrato de sodio. Estas sales fundidas pueden utilizarse para sustituir al aceite térmico en las centrales de energía solar concentrada para la transferencia de calor, pero en su mayoría se utilizan para el almacenamiento de calor.